# Alba de Tormes
Alba de Tormes – gmina w Hiszpanii, w prowincji Salamanka, w Kastylii i León, o powierzchni 46,51 km². W 2011 roku gmina liczyła 5382 mieszkańców.